# Classe Piloto Pardo
La classe Piloto Pardo est une classe de patrouilleurs de la Marine chilienne conçue par Fassmer et construite sous transfert de technologie par Astilleros y Maestranzas de la Armada (ASMAR).

## Historique

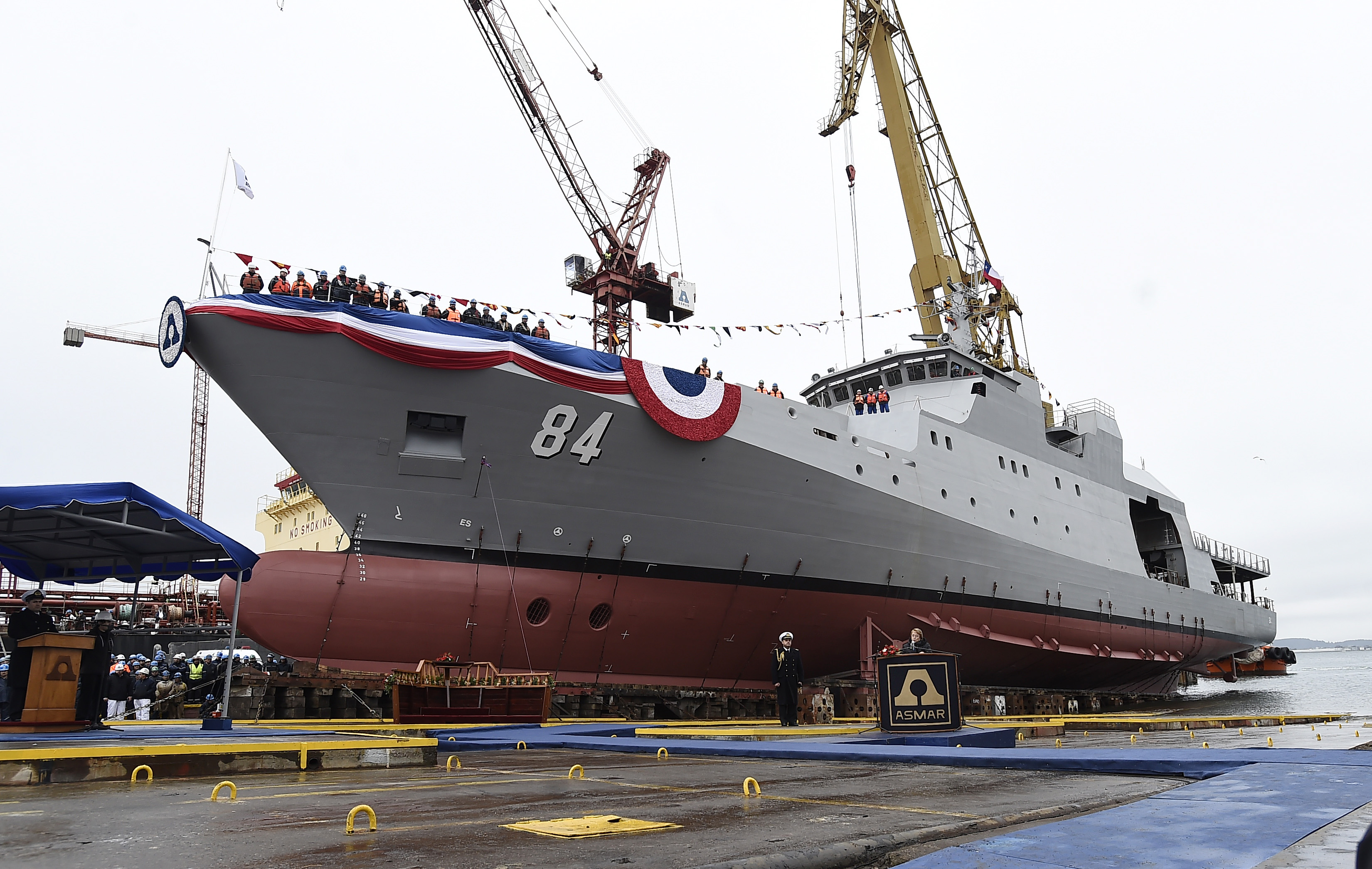
Lancement du Cabo Odger de la marine chilienne.

La marine chilienne en date de 2016 a trois unités en service, un quatrième en construction devant être livré en 2017 et un cinquième en projet.
La marine colombienne, à la suite d'un accord de 2008, en construit deux exemplaires dans un chantier naval local, en date de 2016, ils sont en service et l’on prévoit une troisième unité. La marine argentine devait en construire également cinq selon cet accord mais cela a été annulé.
Une agence de presse espagnole déclare en 2009 que la Marine nationale française est en négociation avec le Chili pour acquérir un nombre inconnu de bâtiments, en remplacement de ses avisos de classe d'Estienne d'Orves mais cela était infondé.

## Liste des navires
| Pays | Nom                       | N° de coque | Lancement                            | Entrée en service | Port d'attache |
| ---- | ------------------------- | ----------- | ------------------------------------ | ----------------- | -------------- |
|      | Piloto Pardo              | OPV-81      | 17 juin 2007                         | 13 juin 2008      | Talcahuano     |
|      | Comandante Policarpo Toro | OPV-82      | 15 octobre 2008                      | 30 octobre 2009   | Iquique        |
|      | ARC 20 de Julio?          | PZE-46      | 22 février 2011                      | 3 mai 2012        |                |
|      | ARC 7 de Agosto           | PZE-47      | 4 septembre 2013                     | 17 mars 2014      |                |
|      | Marinero Fuentealba       | OPV-83      | 13 juillet 2013                      | 6 avril 2014      | Punta Arenas   |
|      | ARC Boyacá                | PZE-48      |                                      | Q3 2016           |                |
|      | Cabo Odger                | OPV-84      | 3 août 2016                          | juillet 2017      | Puerto Montt   |
|      | Yelcho (provisoire)       | OPV-85      | à construire à ASMAR après le OPV-84 |                   |                |
|      | Naguilan (provisoire)     | OPV-86      | programmé à ASMAR après le OPV-85    |                   |                |